# Saint-Laurs
 Saint-Laurs  es una población y comuna francesa, situada en la región de Poitou-Charentes, departamento de Deux-Sèvres, en el distrito de Niort y cantón de Coulonges-sur-l'Autize.

## Demografía
| 582 | 533 | 504 | 472 | 452 | 448 |
| Para los censos de 1962 a 1999 la población legal corresponde a la población sin duplicidades (Fuente: INSEE [Consultar]) |     |     |     |     |     |